# Basílica de Nuestra Señora de los Dolores (Thrissur)
La Basílica de Nuestra Señora de los Dolores (Puthan Pally) es la más grande y más alta iglesia en toda Asia, situada en el corazón de la ciudad de Thrissur, en el estado sureño de Kerala, India. Es famosa por su arquitectura neogótica. Posee dos entradas principales, sobre su entrada se alzan campanarios y posee once altares, cinco a cada lado del altar principal. Su interior está decorado con murales, imágenes de santos y escenas de las escrituras.
La construcción se realizó por fases, comenzando en 1929. La iglesia posee 2300 m² de superficie. Las dos torres frontales tienen 45 metros de altura, y la torre central 79 metros. El arquitecto que concluyó la obra fue Ambrosio Gounder.